# Dasybasis standfasti
Dasybasis standfasti är en tvåvingeart som beskrevs av M. Josephine Mackerras 1964. Dasybasis standfasti ingår i släktet Dasybasis och familjen bromsar. Inga underarter finns listade i Catalogue of Life.